# レ・レジオーン・ノワール
レ・レジオーン・ノワール（Les Légions Noires、LLN、英語でThe Black Legionsとも）は、90年代初期のフランスのアンダーグラウンドシーンのブラック・メタルバンドとその関係者らを指して使われた言葉。ブルターニュ半島に位置するブレストを中心に活動していた。参加していたバンドの作品はごく少数限定でプレスされ、友人や関係者だけに配られた。

## 歴史
ノルウェーのブラックメタル・インナーサークルに対応する形で1980年代後半、又は1990年代初頭頃に結成された。ブラックメタルの歴史について特集した2005年のテロライザー誌によれば、「  ミューティラシオン、トーガイスト、ヴラド・ツェペシュといったバンドのメンバーであると噂されている人々がコープス・ペイントを施し、自分たちのことを「the Black Legions」と名乗っている。この行為は数年前、キリスト教徒にテロ行為を行ったと目される"ブラック・マフィア"と呼ばれるノルウェイジャン・ブラックメタルシーンの先駆者ら(ダークスローンやバーズム等)に敬意を表したものであるという。
LLNのメンバーによる初の作品は1990年代初頭ごろに世に出た。前出のテロライザー誌において彼らの影響力が認められている。「90年代中頃にバカバカしくて粗暴でありながらも不可解なほどの影響力を持ったthe Black Legionsの拠点であったフランスを忘れるべきではない。」
音楽的な影響について、ヴラド・ツェペシュのWlad Drakksteimはあるインタビューでヘルハマーとバソリーを挙げ、「本物のブラックメタルバンドならすべからく初期バソリータイプのサウンドを目指すべきである。」と語っている。
"ノルウェイジャン・ブラックメタル・マフィア"について訊かれた際には、彼はこうも答えている。「ノルウェイジャン・ブラックメタル・マフィアはこの世界にとってたくさんの"悪行"をなした。ユーロニモスが死んだことによって、メイヘムもともに死んだ。そのおかげで、ブラックメタルが再び闇の世界に還ったという意味では好ましいことだった。ユーロニモスもいまや安らかに眠っていることだろう。だから、死者に鞭打つようなマネはしない。ヴァルグ・ヴィーケネスについても特に意見はないな。我々は我々自身の考えを持っているが、彼だってソレをよく知ってるはずだ…"。」
ヴラド・ツェペシュは自分たちの目的をこう語っている。「我々は漆黒のサタンの集団であり、黒き崇高な血を継し不死身の戦士なのだ。キリスト教徒のウジ虫どもに正しい道ってものを教えてやるために存在する。奴らは黒き破滅に直面するだろう。その時は近い！」

## 関わりのあった主なバンド
- Mütiilation （ミューティラシオン）
- Vlad Tepes （ヴラド・ツェペシュ）
- Belkètre （ベルケトロ）
- Torgeist（トーガイスト）
- Moëvöt (モエヴォ)